# Eleutherodactylus johnstonei
Eleutherodactylus johnstonei is een kikker uit de familie Eleutherodactylidae. De soort werd voor het eerst wetenschappelijk beschreven door Thomas Barbour in 1914. Later werd de wetenschappelijke naam Hylodes johnstonei gebruikt. De soortaanduiding johnstonei is een eerbetoon aan Robert Stewart Johnstone (1855–1936).
De mannetjes bereiken een lichaamslengte tot 2,5 centimeter, vrouwtjes worden groter tot 3,5 cm. De lichaamskleur is bruin tot grijs, de onderzijde is lichter. De iris is goudgeel van kleur.
De kikker komt voor in delen van Zuid-Amerika, onder andere op een groot aantal eilanden van de Kleine Antillen. Eleutherodactylus johnstonei is geïntroduceerd in verschillende landen, zoals Guinee, Frans-Guyana en waarschijnlijk in Suriname.